# Schloss Wolfegg

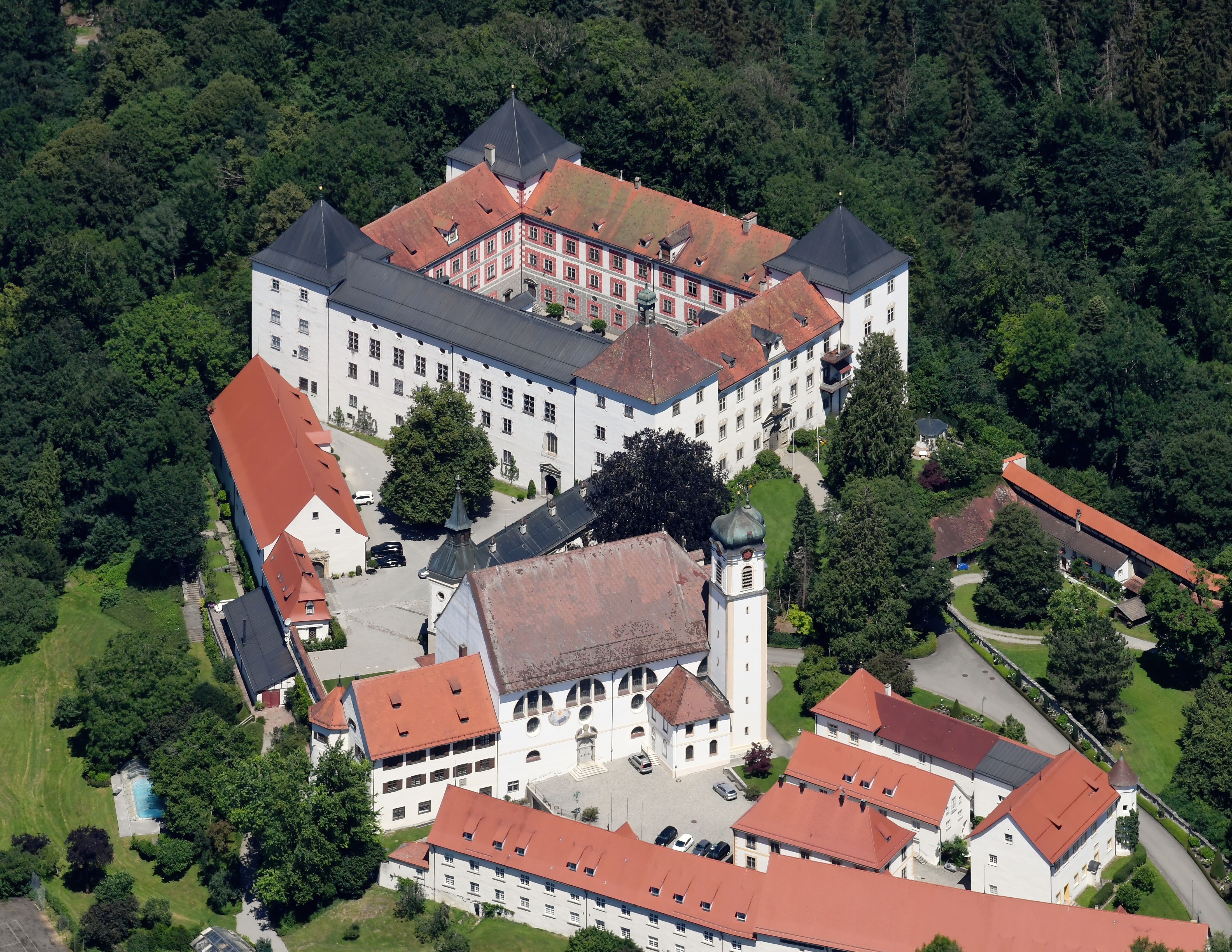
Luftbild von Schloss Wolfegg und der Pfarrkirche St. Katharina (2022)

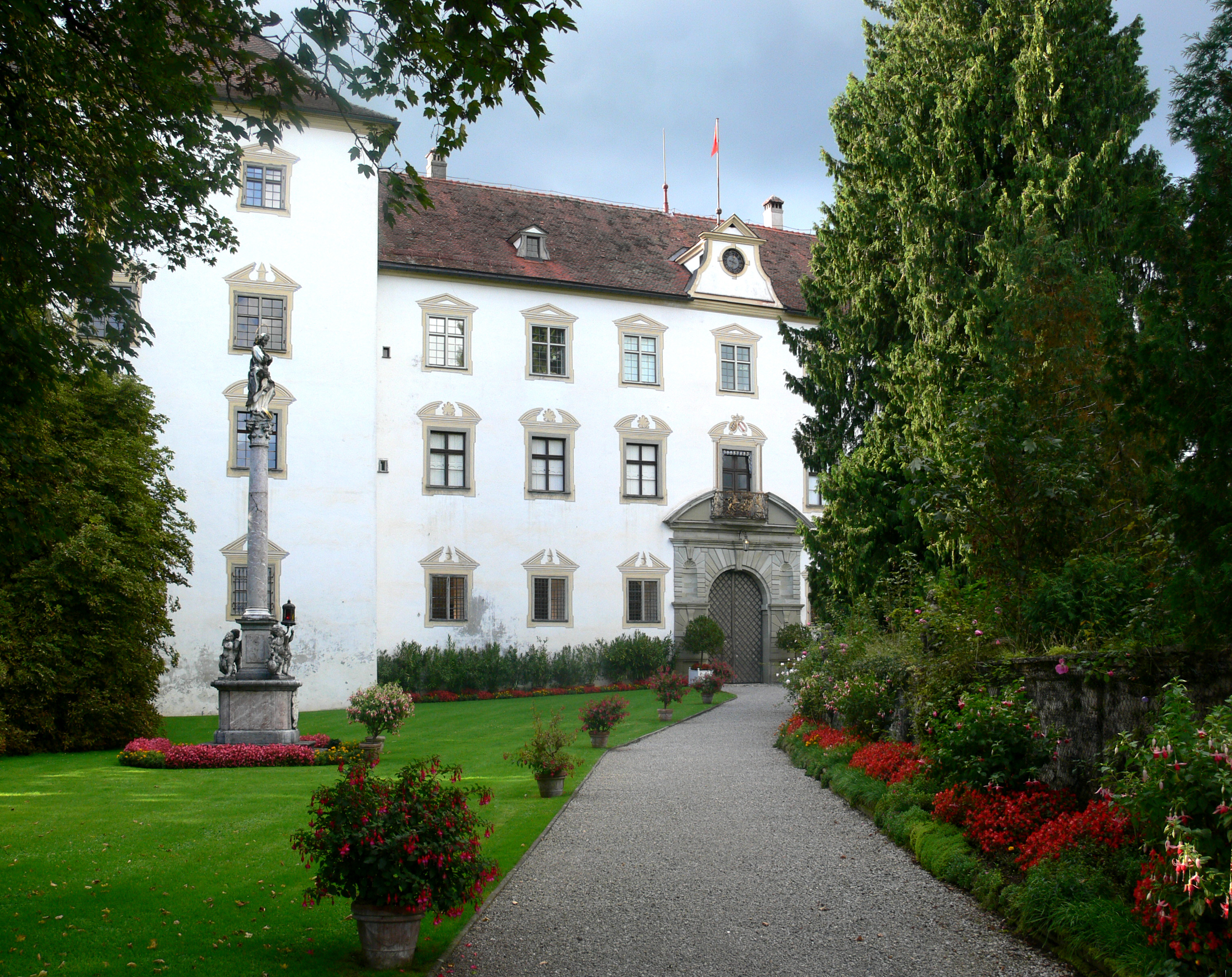
Schloss Wolfegg, Portal

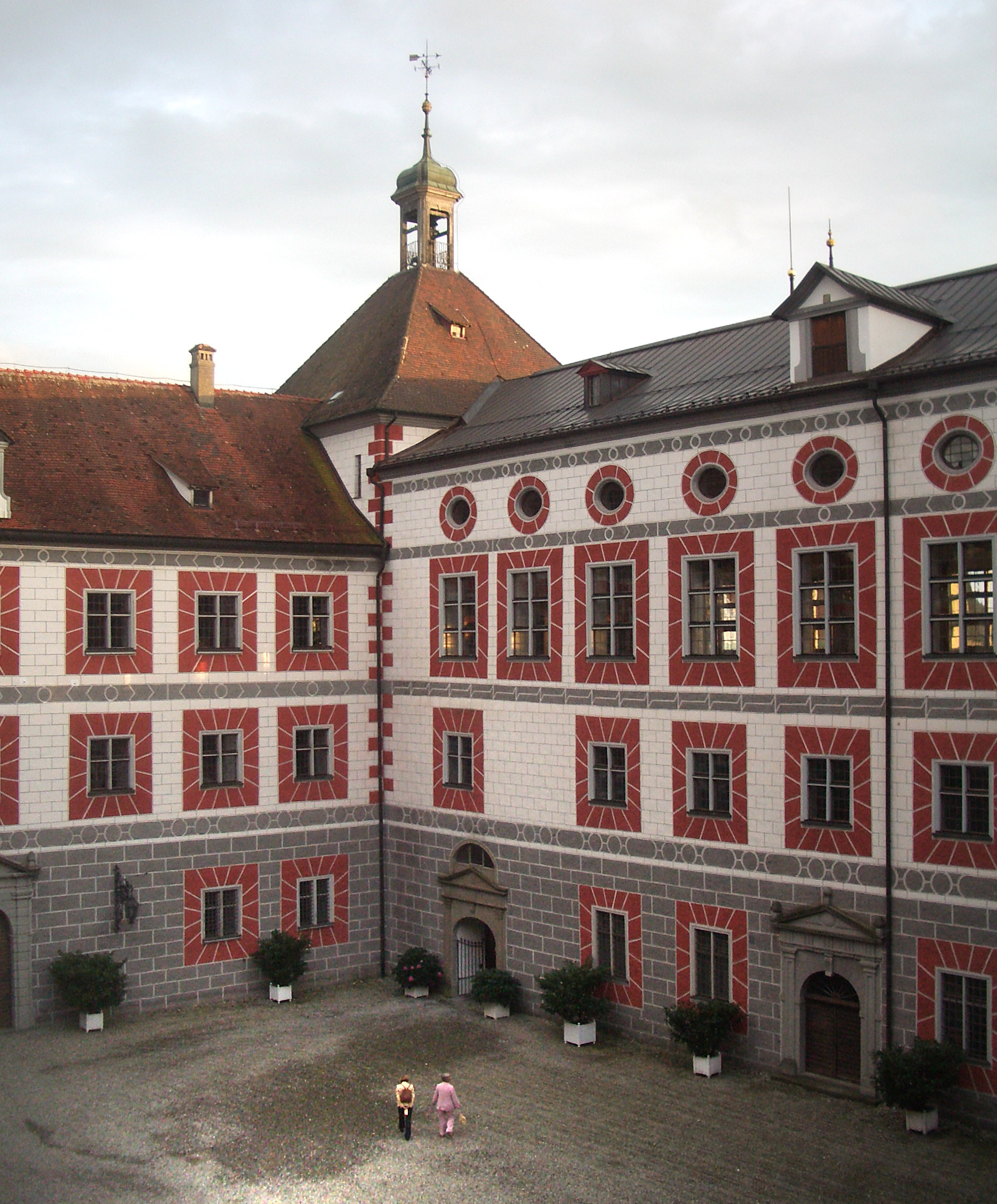
Schloss Wolfegg Innenhof (2005)

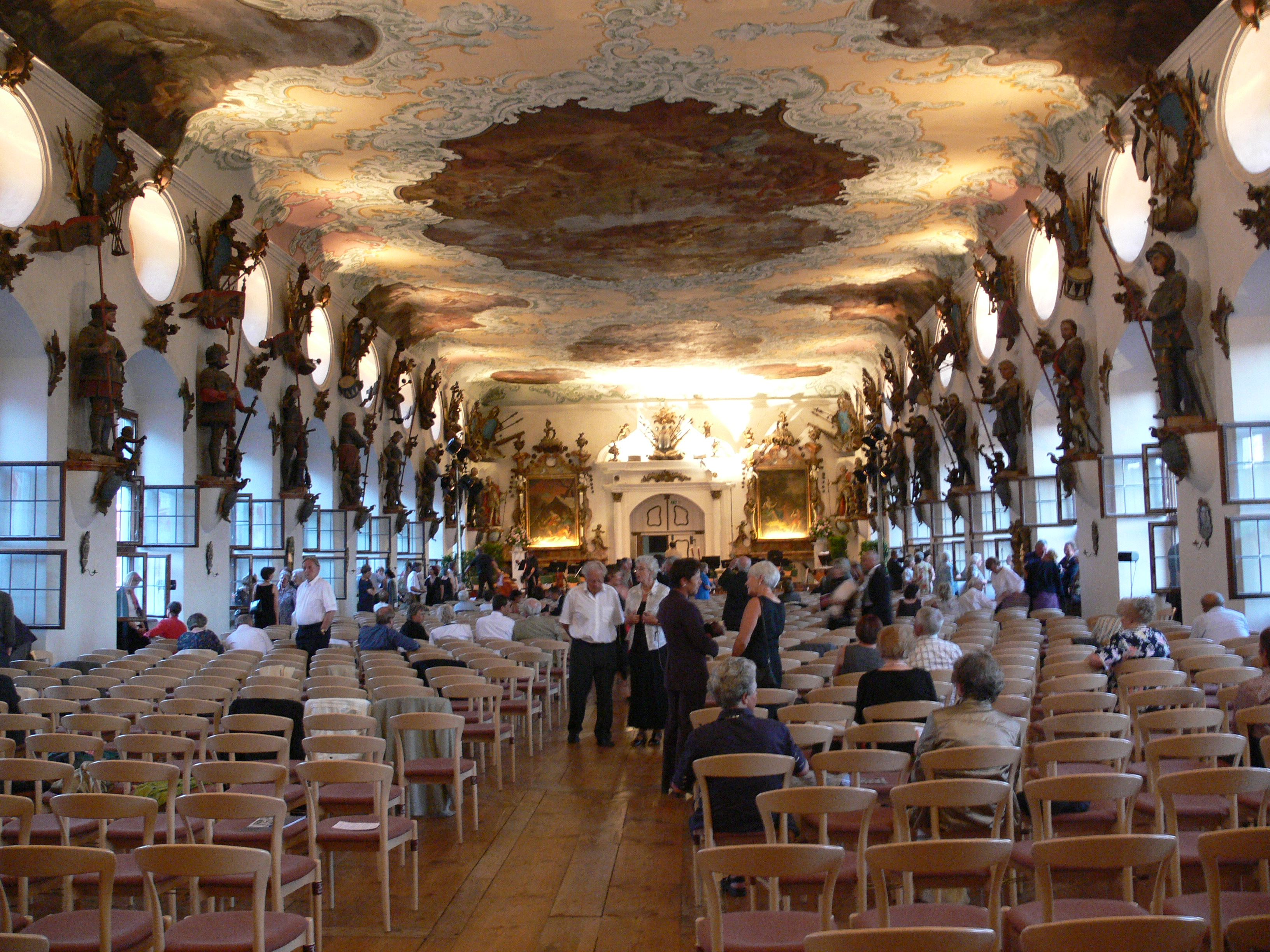
Schloss Wolfegg Rittersaal (2005)

Das Schloss Wolfegg ist ein Renaissance-Schloss in der Gemeinde Wolfegg in Oberschwaben. Es ist der Stammsitz des Adelshauses Waldburg-Wolfegg, in dessen Besitz es sich auch heute noch befindet. Das Schloss wird als westliche Grenze des Allgäus gesehen.

## Geschichte
Die äußere Form der heutigen Anlage geht auf den Truchsess Jakob II. von Waldburg (1546–1589) und seine Gemahlin Johanna (1548–1613) zurück, die gegen Ende des 16. Jahrhunderts ein neues Schloss erbauen ließen, um ein 1578 durch einen Kaminbrand zerstörtes Vorgängergebäude zu ersetzen. Teile dieses Schlosses wurden jedoch 1646 im Dreißigjährigen Krieg zerstört, als es schwedische Truppen unter General Wrangel plünderten und in Brand setzten. Der Wiederaufbau begann aufgrund von Geldmangel erst 1651 und die innere Neugestaltung der Repräsentationsräume erfolgte 1691–1700 durch den Bildhauer und Stuckateur Balthasar Krimmer (1653–1702) aus Wangen. In der Mitte des 18. Jahrhunderts wurde dann ein Teil der Innenräume im Rokoko-Stil ausgestattet. Im späten 19. Jahrhundert kam es erneut zu größeren Umbauten, dabei wurden die Ausstattungen der Speisezimmer dem damaligen Zeitgeschmack angepasst und die Schlosskapelle erhielt ein neugotisches Aussehen.
Im Jahr 1901 entdeckte der Jesuitenpater Josef Fischer in der Bibliothek des Schlosses das einzige noch erhaltene Exemplar der Waldseemüller-Karte von 1507, auf der erstmals der Name Amerika für den damals neu entdeckten Kontinent verwendet wurde. Es handelte sich bei der gefundenen Karte um einen Nachdruck aus dem Jahr 1516, der sich zusammen mit anderen Karten in einem Sammelband befand.
Während des Ersten Weltkriegs war vom 28. August 1914 bis zum 31. März 1919 auf Schloss Wolfegg das Vereins-Lazarett Schloß Wolfegg, ein Militärkrankenhaus in der Trägerschaft des Deutschen Roten Kreuzes, untergebracht.
Die Denkmalstiftung Baden-Württemberg ernannte den Rittersaal zum Denkmal des Monats Mai 2016.

## Baubeschreibung und Nutzung
Das Hauptgebäude des Schlosses besteht aus vier Flügeln, die zusammen mit vier Ecktürmen in der Form eines Rechtecks angeordnet sind. Das Schloss ist für die Öffentlichkeit normalerweise nicht zugänglich, allerdings werden im Rahmen von jährlich im Schloss stattfindenden Konzerten auch Führungen angeboten. Als besonders sehenswert gilt der mit 24 Holzskulpturen und einem großen Deckenspiegel ausgestattete Rittersaal im Barockstil, in welchem jährlich u. a. die Ludwigsburger Schlossfestspiele gastieren.
Das Schloss beherbergt zudem die auch als „Wolfegger Kabinett“ bezeichnete Kunstsammlung des Hauses Waldburg-Wolfegg. In einem Nebengebäude des Schlosses ist das Automuseum Wolfegg.